# Serra d'Albureca
La Serra d'Albureca és una alineació muntanyosa entre les comarques del Comtat i la Marina Alta, al País Valencià.
Situada als terms municipals de Planes i la Vall de Gallinera majoritàriament. Al nord, la vall de Perputxent (amb els municipis de l'Orxa i Beniarrés) separen l'Albureca de la serra del Benicadell, mentre que pel sud és el coll de Benissili el que la separa de la serra Foradada. A l'est de la serra d'Albureca es troba la serra de la Safor (pel nord-est) i la de l'Almirall (pel sud-est).
El cim de la serra es troba al Tossal del Serrillar, amb 772 metres sobre el nivell del mar. Entre els llocs o paisatges destaquen el barranc de l'Encantà (que separa la serra d'Albureca de la de Cantalar) o la Cova d'en Pardo on s'han trobat restes neolítiques.